# Église Saint-Pierre-au-Marché de Laon
L'ancienne  église Saint-Pierre-au-Marché  de Laon, dans le département français de l'Aisne, date des XIIe – XIIIe siècles.

## Histoire
Elle se situait dans le quartier st-Georges, la plus ancienne partie de la ville, qui a été profondément remanié en particulier lors de l'édification de la citadelle en 1595.
L'église aurait été fondée par Clotilde en 545 puis rebâtie au début du XIIe siècle, elle possédait un cloitre attenant à la face sud qui possédait quatre portes.  
Parmi les personnes illustres qui faisaient partie de la paroisse, il est à noter la famille Mac-Mahon qui vint se réfugier là en 1688 après la chute des Stuarts, Claude de Mac-Mahon y fut enterré le 14 juillet 1747, Marie-Marguerite épouse de Florent Mac-Arty décédée le 21 février 1776 y reposait aussi.

### Usage actuel
Elle fut vendue comme bien national en 1791 et perdait son abside. En 1842, la nef est modifiée à usage d'habitation. De l'édifice d'origine il subsiste surtout le mur sud de la nef avec une série de modillons.  
Le monument a été inscrit à l'inventaire des Monuments historiques en 1934.

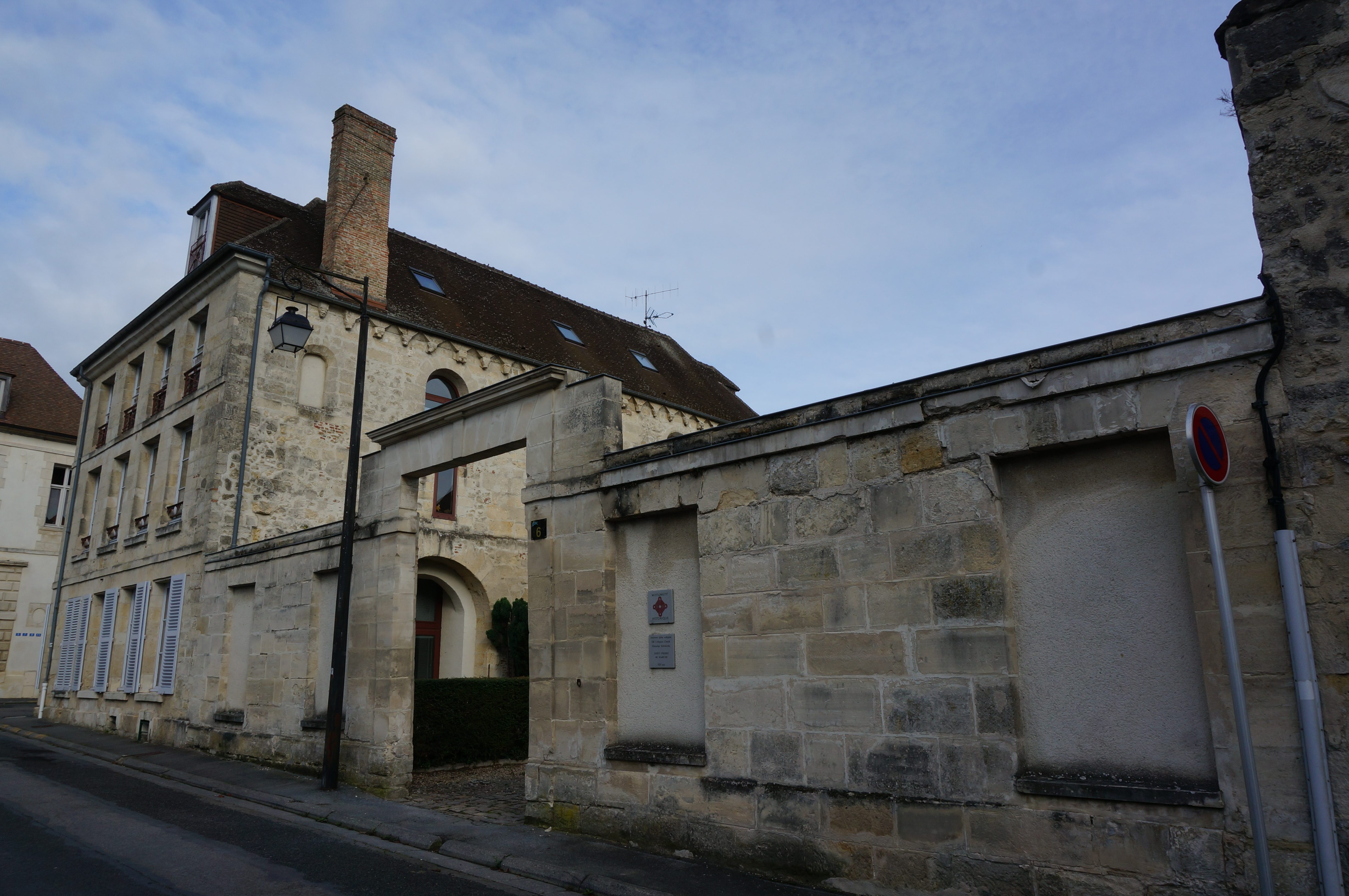
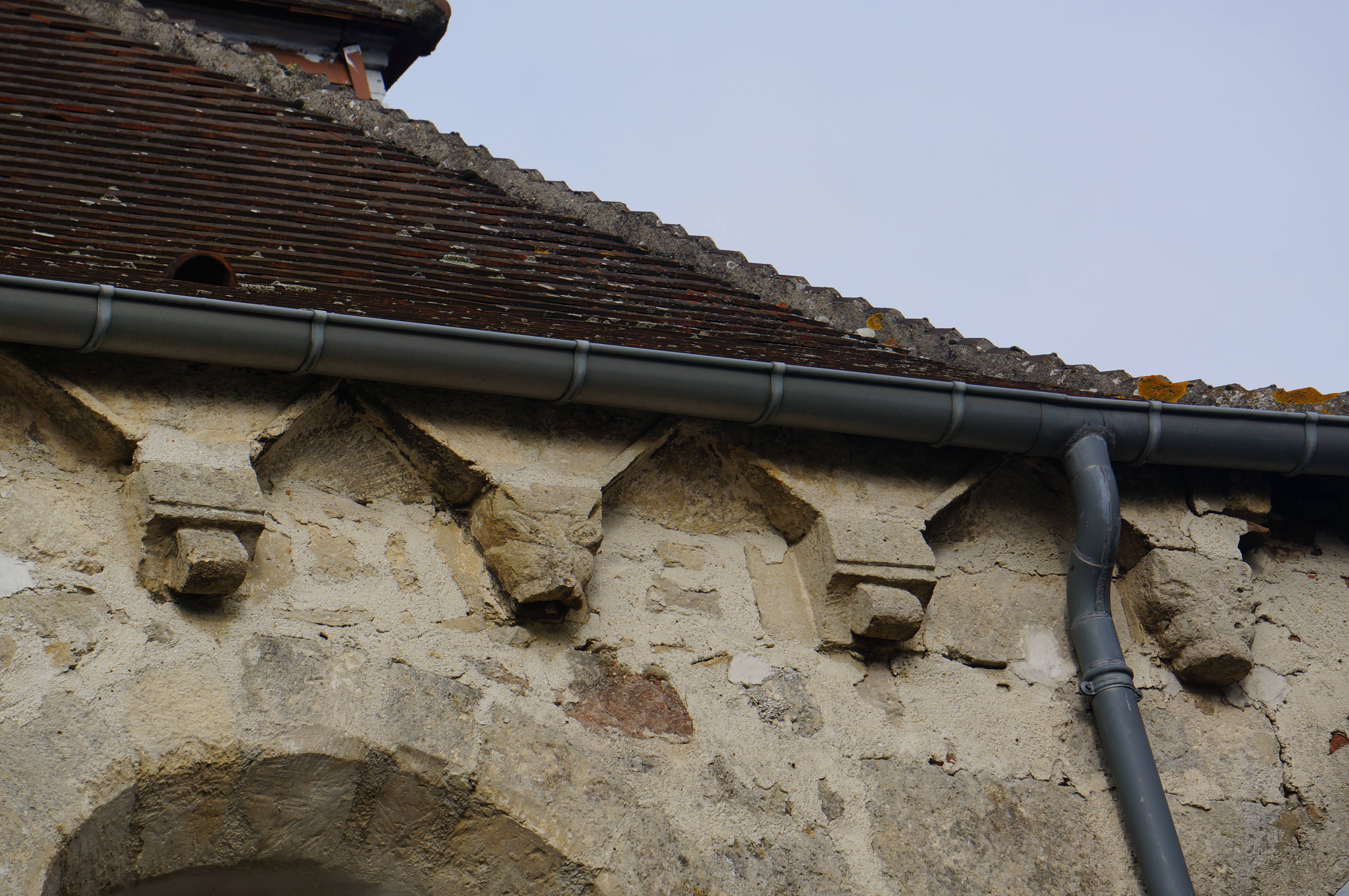
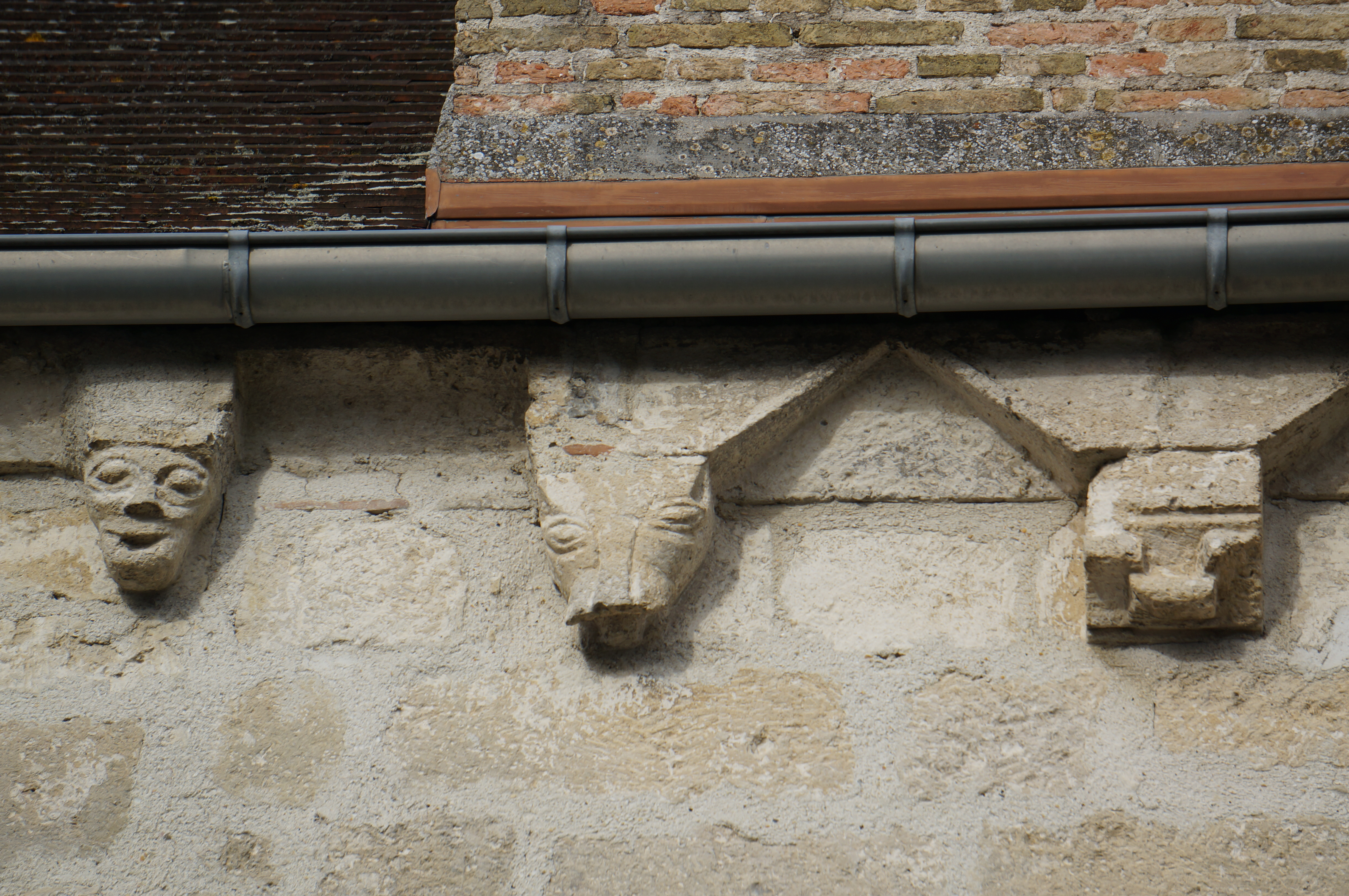